# Zhanglou (socken i Kina, Shandong)
Zhanglou (kinesiska: 张楼乡, 张楼) är en socken i Kina. Den ligger i provinsen Shandong, i den östra delen av landet, omkring 200 kilometer söder om provinshuvudstaden Jinan. Antalet invånare är 14044. Befolkningen består av 6 931 kvinnor och 7 113 män. Barn under 15 år utgör 16,0 %, vuxna 15-64 år 73 %, och äldre över 65 år 9,0 %.
Genomsnittlig årsnederbörd är 832 millimeter. Den regnigaste månaden är juli, med i genomsnitt 219 mm nederbörd, och den torraste är januari, med 8 mm nederbörd.